# NGC 7038A
NGC 7038A (другие обозначения — PGC 66421, ESO 235-80) — спиральная галактика с перемычкой (SBc) в созвездии Индеец.
Этот объект не входит в число перечисленных в оригинальной редакции «Нового общего каталога» и был добавлен позднее.